# Ranetki
Ranetki (russisk: Ранетки) var et russisk poprock pigeband. Bandet er bedst kendt for deres sang O Tebe som medvirkede på soundtracket til Grand Theft Auto IV

## Medlemmer
- Anna Dmitrijevna Bajdavletova (russisk: Нюта Дмитриевна Байдавлетова) – trommer, ledende vokalist.
  - Født 26. november 1992 i Stavropol.
- Zjenja Ogurtsova (russisk: Женя Ранетка) – klaviatur, vokalist
  - Født 29. marts 1990 i Moskva. Hendes rigtige navn er Evgenija Aleksandrovna Ogurtsova (russisk: Евгения Александровна Огурцова)
- Natasja Milnitjenko (russisk: Наташа Ранетка, pigenavn Sjtjelkova (russisk: Щелкова, 2005–2013) – ledende guitarist, baggrundssanger
  - Født 6. april 1990 i Moskva. Hendes rigtige navn er Natalja Nikolajevna Milnitjenko (russisk: Наталья Николаевна Мильниченко)
- Lena Tretjakova (russisk: Лена Ранетка, 2005–2013) – el-bas, vokalist.
  - Født 23. december 1988 i Legnica, Polen. Hendes rigtige navn er Elena Nikolajevna Tretjakova (russisk: Елена Николаевна Третьякова)

### Tidligere
- Lera Kozlova (russisk: Лера Козлова, 2005–2008) – trommer, vokalist.
  - Hendes rigtige navn er Valérija Sergéevna Kozlóva (russisk: Вале́рия Серге́евна Козло́ва)
- Anna Rudneva (russisk: Анна Руднева, 2005–2011) – rytmeguitar, vokalist
- Alina Petrova (russisk: Алина Петрова, 2005) – el-bas
- Lena Galperina (russisk: Елена Гальперина, 2005) – vokalist[1]

## Diskografi

### Studiealbums
- 2006 - Ranetki (russisk: Ранетки)
- 2009 - It's Our Time/Our Time Has Come (russisk: Пришло Наше Время tr. Prishlo nashe vremya)
- 2010 - I Will Never Forget (russisk: Не Забуду Никогда)
- 2011 - Return Rock'N' Roll!!! (russisk: Верните Рок-Н-Ролл)
- 2012 - Return Ranetok !!! (russisk: Верните Ранеток)

### Ep'er
- 2010 - Tears-Ice (russisk: Слёзы — Лёд)

### Livealbums
- Live. Live Sound

### Soundtrack
- 2010 - Ranetki: Original Soundtrack

### Singler
- Ona Odna (Она Одна, 2006)
- O Tebe (О тебе, 2007)
- Angely (Ангелы, 2008
- Nas Ne Izmenyat (Нас Не Изменят, 2010)
- Nalogi Na Lyubov' (Налоги На Любовь, 2010)
- Ti Ne Ponyal Kto Ya (Ты не понял кто Я, 2010)
- Bez Tebya (Без Тебя, 2010)
- Ya Ne Zabudu Tebya (Я не забуду тебя)